# Donatien Laurent
Donatien Laurent (Belfort, 27 settembre 1935 – Brest, 24 marzo 2020) è stato un linguista ed etnomusicologo francese, tra i massimi studiosi di cultura bretone.

## Biografia
Si accostò alla cultura bretone dopo un gravissimo incidente automobilistico occorsogli nel 1957, a causa del quale era anche rimasto in coma per quasi venti giorni.
Diresse per molti anni il Centre de recherche bretonne et celtique. Fu uno dei primi etnologi ad analizzare la tradizione orale dei canti popolari bretoni. Pubblicò articoli e volumi basandosi rigorosamente sui documenti esistenti.
Morì a Brest all'età di 84 anni, il 24 marzo 2020. 

## Opere

### Saggi
- La Gwerz de Louis Le Ravallec (1967)
- La Gwerz de Skolvan et la légende de Merlin (1971)
- Berc'het, la déesse celtique du Menez Hom (1971)
- Aux origines du Barzaz-Breiz (1974)
- Autour du Barzaz-Breiz : Le Faucon (Ar Falc'hon) (1977)
- Aymar de Blois et les Premières Collectes de chants populaires bretons (1977)
- Récits et contes populaires de Bretagne, réunis dans le pays de Pontivy (1978)
- Aux sources du Barzaz-Breiz : la mémoire d’un peuple (1989)
- Chant historique français et tradition orale bretonne (1994)
- La Bretagne et la Littérature orale en Europe (1995)
- La Nuit celtique (1996)
- Herri Léon et le Scolaich beg an treis (2004)

### Articoli
- « Le juste milieu. Réflexion sur un rituel de circumambulation millénaire : la troménie de Locronan » in Tradition et histoire dans la culture populaire: rencontres autour de l'oeuvre de Jean-Michel Guilcher, Centre alpin et rhodanien d'ethnologie, Grenoble, 1990, p. 255-292.
- « La cime sacrée de Locronan » in Hauts lieux du Sacré en Bretagne, Kreiz 6, 1996, p. 357-366.